# Šerm na Letních olympijských hrách 1984
Šerm na Letních olympijských hrách 1984 probíhal na stadionu Long Beach Convention and Entertainment Center v Long Beach.

## Medailisté

### Muži
| Kategorie            | Zlato | Stříbro | Bronz                                                                                              |
| -------------------- | --- | --- | -------------------------------------------------------------------------------------------------- |
| Fleret - jednotlivci | Mauro Numa · Itálie (ITA)                                                                                      | Matthias Behr · Západní Německo (FRG)                                                                            | Stefano Cerioni · Itálie (ITA)                                                                     |
| Kord - jednotlivci   | Philippe Boisse · Francie (FRA)                                                                                | Björne Väggö · Švédsko (SWE)                                                                                     | Philippe Riboud · Francie (FRA)                                                                    |
| Šavle - jednotlivci  | Jean-François Lamour · Francie (FRA)                                                                           | Marco Marin · Itálie (ITA)                                                                                       | Peter Westbrook · Spojené státy americké (USA)                                                     |
| Fleret - družstvo    | Itálie (ITA) · Mauro Numa · Andrea Borella · Stefano Cerioni · Angelo Scuri · Andrea Cipressa                  | Západní Německo (FRG) · Matthias Behr · Mathias Gey · Harald Hein · Frank Beck · Klaus Reichert                  | Francie (FRA) · Philippe Omnès · Patrick Groc · Frédéric Pietruszka · Pascal Jolyot · Marc Cerboni |
| Kord - družstvo      | Západní Německo (FRG) · Elmar Borrmann · Volker Fischer · Gerhard Heer · Rafael Nickel · Alexander Pusch       | Francie (FRA) · Philippe Boisse · Jean-Michel Henry · Olivier Lenglet · Philippe Riboud · Michel Salesse         | Itálie (ITA) · Stefano Bellone · Sandro Cuomo · Cosimo Ferro · Roberto Manzi · Angelo Mazzoni      |
| Šavle - družstvo     | Itálie (ITA) · Marco Marin · Gianfranco Dalla Barba · Giovanni Scalzo · Ferdinando Meglio · Angelo Arcidiacono | Francie (FRA) · Jean-François Lamour · Pierre Guichot · Hervé Granger-Veyron · Philippe Delrieu · Franck Ducheix | Rumunsko (ROU) · Marin Mustata · Ioan Pop · Alexandru Chiculita · Corneliu Marin · Vilmos Szabó    |

### Ženy
| Kategorie            | Zlato | Stříbro | Bronz |
| -------------------- | --- | --- | --- |
| Fleret - jednotlivci | Luan Ťü-ťie · Čína (CHN) | Cornelia Hanischová · Západní Německo (FRG)                                                                    | Dorina Vaccaroniová · Itálie (ITA)                                                                                        |
| Fleret - družstvo    | Západní Německo (FRG) · Ute Kircheis-Wessel · Christiane Weber · Cornelia Hanischová · Sabine Bischoffová · Zita Funkenhauserová | Rumunsko (ROU) · Aurora Dan · Monika Weberová · Rozália Oroszová · Marcela Modovan-Zsak · Elisabeta Guzganuová | Francie (FRA) · Laurence Modaineová · Pascale Trinquetová · Brigitte Latrille-Gaudin · Veronique Brouquier · Anne Meygret |

### Přehled medailí
| Pořadí | Země                         | Zlato | Stříbro | Bronz | Celkově |
| ------ | ---------------------------- | ----- | ------- | ----- | ------- |
| 1.     | Itálie (ITA)                 | 3     | 1       | 3     | 7       |
| 2.     | Západní Německo (FRG)        | 2     | 3       | 0     | 5       |
| 3.     | Francie (FRA)                | 2     | 2       | 3     | 7       |
| 4.     | Čína (CHN)                   | 1     | 0       | 0     | 1       |
| 5.     | Rumunsko (ROU)               | 0     | 1       | 1     | 2       |
| 6.     | Švédsko (SWE)                | 0     | 1       | 0     | 1       |
| 7.     | Spojené státy americké (USA) | 0     | 0       | 1     | 1       |